# ديفيريو بيترز
ديفيريو بيترز (بالإنجليزية: Devereaux Peters)‏ مواليد 8 أكتوبر 1989 في شيكاغو، هي لاعبة كرة سلة أمريكية. بدأت مسيرتها الاحترافية في سنة 2012. تم اختيارها من قبل فريق مينيسوتا لينكس خلال الدرافت. تلعب مع إنديانا فيفر في دوري الاتحاد الوطني لكرة السلة النسائية. وتحمل الرقم 14. فازت بلقب دوري المحترفات.

## المسيرة الاحترافية
لعبت مع مينيسوتا لينكس من سنة 2012 إلى 2015، ثم لعبت مع دينامو نوفوسيبيرسك في موسم 2013–2014، ثم لعبت مع إنديانا فيفر في سنة 2016.

## روابط خارجية
- ديفيريو بيترز على موقع الاتحاد الوطني لكرة السلة النسائية (الإنجليزية)
- ديفيريو بيترز على موقع كرة السلة الأوروبية.كوم (الإنجليزية)
- ديفيريو بيترز على موقع كلية كرة السلة في سبورتس رفرنس.كوم (الإنجليزية)
- ديفيريو بيترز على موقع بروبوليرز (الإنجليزية)
- ديفيريو بيترز على موقع سبورتس رفرنس (الإنجليزية)